# 九州王冠
九州王冠（きゅうしゅうおうかん）とは、日本の荒尾競馬組合が荒尾競馬場のダート1400mで施行していた競馬の重賞競走（KJ3）である。正式名称は「スポーツ報知杯 九州王冠」、スポーツ報知を発行するスポーツ報知西部本社が優勝杯を提供している。1着賞金は60万円。
1999年に九州地区交流の重賞競走として新設、初年度のみ九州サラブレッド王冠の名称で施行されている。当初はサラ系3歳以上（馬齢は現表記）・2150mの条件で施行時期も不定だったが、佐賀競馬場にサマーチャンピオンが新設された2002年以降は距離を1500mに短縮（2004年以降は1400m）の上で、施行時期も6月開催に定着。
この競走の1着馬には、吉野ヶ里記念への優先出走権が与えられた。吉野ヶ里記念からサマーチャンピオンへと続く、九州競馬における古馬短距離路線の起点となる重賞に位置づけられていた。
ただし2011年は九州むしゃんよかスプリントの創設により特別競走として行われ、スポーツ報知杯の提供もなかった。

## 歴代優勝馬
| 回数   | 施行日         | 優勝馬             | 性齢 | 所属 | タイム | 優勝騎手   | 管理調教師 |
| ------ | -------------- | ------------------ | ---- | ---- | ------ | ---------- | ---------- |
| 第1回  | 1999年9月19日  | モリユウストーム   | 牡8  | 荒尾 | 2:22.9 | 橋本幸次郎 | 工藤榮一   |
| 第2回  | 2000年8月12日  | アイディアルクイン | 牝6  | 佐賀 | 2:22.2 | 真島正徳   | 真島元徳   |
| 第3回  | 2001年10月30日 | ダンツクロス       | 牡6  | 佐賀 | 2:24.7 | 長田進仁   | 下田泰広   |
| 第4回  | 2002年6月19日  | クリアーベース     | 騸6  | 佐賀 | 1:36.5 | 鮫島克也   | 古賀光範   |
| 第5回  | 2003年6月11日  | カシノオウサマ     | 牡4  | 佐賀 | 1:36.1 | 北村欣也   | 山田勇     |
| 第6回  | 2004年6月23日  | カシノオウサマ     | 牡5  | 佐賀 | 1:30.0 | 北村欣也   | 山田勇     |
| 第7回  | 2005年6月1日   | インターハイクラス | 牡6  | 佐賀 | 1:28.3 | 北村欣也   | 川田孝好   |
| 第8回  | 2006年6月28日  | テイエムデウス     | 牡5  | 荒尾 | 1:29.1 | 吉井浩和   | 平山良一   |
| 第9回  | 2007年6月20日  | サンライズビート   | 牡8  | 荒尾 | 1:29.7 | 林陽介     | 崎谷彦司   |
| 第10回 | 2008年6月25日  | ケイウンヘイロー   | 牡5  | 荒尾 | 1:27.3 | 尾林幸彦   | 佐伯茂樹   |
| 第11回 | 2009年6月18日  | モエレフェニックス | 牡7  | 佐賀 | 1:29.1 | 鮫島克也   | 西久保政等 |
| 第12回 | 2010年6月18日  | ペプチドジャスパー | 騸7  | 荒尾 | 1:27.8 | 山口勲     | 平山良一   |

馬齢は2000年以前は旧表記。

## 本競走からの吉野ヶ里記念優勝馬
2002年から吉野ヶ里記念の前哨戦として施行されているが、過去に1頭だけが吉野ヶ里記念を制している。
| 回数  | 施行日        | 馬名           | 性齢 | 所属 | 着順 |
| ----- | ------------- | -------------- | ---- | ---- | ---- |
| 第5回 | 2003年6月11日 | カシノオウサマ | 牡4  | 佐賀 | 1着  |